# Bureau de la foi de la Maison-Blanche
Le Bureau de la foi de la Maison-Blanche, en anglais : White House Faith Office, est créé pendant le deuxième mandat présidentiel de Donald Trump en tant qu'agence de la Maison-Blanche afin « d'aider les entités confessionnelles, les organisations communautaires et les lieux de culte dans leurs efforts visant à renforcer les familles américaines, à promouvoir le travail et l'autonomie financière, et à protéger la liberté religieuse »,. Donald Trump nomme Paula White, une pasteure chrétienne  évangélique charismatique et une télévangéliste, à la tête de cette agence en février 2025.